# Hanami
Hanami (花見 bogst. se på blomster) er en japansk tradition, hvor man nyder blomster, hvilket næsten altid vil sige kirsebærblomster (sakura). Fra slutningen af marts til begyndelsen af maj blomstrer kirsebærtræerne over hele Japan, idet de dog starter omkring første februar på Okinawa-øerne. Hvert år udsendes en blomstringsudsigt (桜前線 sakura-zensen, bogst. kirsebærblomsterfront), der bliver fulgt nøje af dem, der planlægger hanami, da blomstringen kun varer en uge eller to. I nutidens Japan består hanami primært i en fest under kirsebærtræerne om dagen eller aftenen. I nogle sammenhænge bruges det sino-japanske begreb  (観桜 kanou, se på kirsebær) i stedet, især ved festivaler. Hanami om aftenen kaldes for  (夜桜 yozakura, bogst. natkirsebær). Mange steder så som Ueno Park i Tokyo ophænges der papirlamper med henblik på yozakura. På øen Okinawa ophænges der dekoraktive elektriske lanterne i træerne for nydelse om aftenen så som i træerne på bjerget Yae nær byen Motobu eller ved borgen Nakijin.
Der findes også en gammel form for hanami i Japan, hvor man i stedet nyder blommetræerne blomstrer (梅 ume), hvilket kaldes for  (梅見 umemi, bogst. se på blommer). Denne form for hanami er populært blandt ældre mennesker, da det er mere roligt end ved kirsebær-festerne, der som regel involverer unge mennesker, og som nogle gange kan være meget overfyldte og støjende.

## Historie
Traditionen med hanami har mange århundreder på bagen. Traditionen siges at være startet i Nara-perioden (710-794), hvor det i begyndelsen var blomstrende blommetræer, folk beundrede. Men i Heian-perioden fik kirsebærblomster mere opmærksomhed, og hanami blev synonymt med kirsebærblomster. Fra da af betød blomster kirsebærblomster i både waku og haiku.
Hanami blev første gang brugt som et begreb for det at se på blomster i romanen Fortællingen om Genji fra Heian-perioden. Selvom der også blev beskrevet en fest for at se på blåregn, så blev begreberne hanami og blomsterfest efterfølgende udelukkende brugt om det at se på kirsebærblomster.
Kirsebærblomster blev brugt til at spå om årets høst og som annoncering af sæsonen for risplantning. Folk troede på kami (ånder) i træerne og gav ofre. Bagefter tog de del i ofringen med sake.
Kejser Saga fra Heian-perioden tog traditionen til sig og holdt fester for for at se på blomster med sake og god mad under de blomstrende kirsebærtræer blandt det kejserlige hof i Kyoto. Der blev skrevet digte, der priste de delikate blomster, der blev set som et metafor for selve livet, lysende og smukke men forbigående og kortvarige. Dette var efter sigene begyndelse på hanami i Japan.
Traditionen var oprindelig forbeholdt eliten hos det kejserlige hof men spredte sig snart blandt samuraier og i Edo-perioden også til almindelige mennesker. Shogunen Tokugawa Yoshimune plantede områder med kirsebærtræer for at opmuntre til det. Under kirsebærtræerne spiste folk frokost og drak sake ved muntre gilder.
Det drillende ordsprog boller snarere end blomster (花より団子 hana yori dango) hentyder til de virkelige prioriteter for de fleste deltagere, idet folk ofte er mere interesserede i maden og drikkevarerne, der følger med hanami, end at se på selve blomsterne. Et andet populært udtryk om hanami er døde kroppe er begravet under kirsebærtræerne! fra den indledende sætning i Motojirou Kajiis novelle "Under kirsebærtræerne" fra 1925.

## Nutid
Japanerne holder stadig fast i traditionen med hanami og samles i store tal, når træerne blomstrer. Tusinderne af mennesker fylder parkerne for at holde fester under de blomstrende træer, og nogle gange fortsætter festerne til ud på natten. I mere end halvdelen af Japan sker blomstringen på samme tid, som når skoleåret begynder, og folk vender tilbage fra forårsferie, så velkomstfester starter ofte med hanami. Som regel tager folk til parker mange timer eller endda dage i forvejen for at sikre de bedste steder at holde hanami med venner, familie og kollegaer. I byer som Tokyo er det også almindeligt at have fester under kirsebærblomsterne om aftenen. Hanami om aftenen kaldes for  (夜桜 yozakura, bogst. natkirsebær). Mange steder så som i Ueno Park ophænges der midlertidige papirlamper med henblik på yozakura.
Hvert år udsendes en blomstringsudsigt, tidligere af Japans meteorologiske institut og nu af private, der følges nøje af dem, der planlægger at afholde hanami, da blomstringen kun sker i kort tid, normalt ikke mere end to uger. De første kirsebærblomster kommer på de sydlige subtropiske øer i Okinawa, mens de på den nordlige ø Hokkaido først kommer meget senere. I de fleste storbyer, så som Tokyo, Kyoto og Osaka, sker blomstringen som regel omkring slutningen af marts og begyndelsen af april. Tv og aviser følger nøje "kirsebærblomsterfronten", mens den langsomt bevæger sig fra syd til nord.
Hanami involverer som regel mad, drikke, leg og at lytte til musik. Nogle særlige retter forberedes og spises ved lejligheden så som dango og bento, og der bliver ofte drukket sake som en del af festen.

## Udenfor Japan
Hanami fejres også i mindre omfang i Taiwan, Filippinerne og Kina.
I USA er hanami også blevet meget populært. I 1912 gav Japan 3.000 kirsebærtræer som en gave til USA for at fejre de to landes venskab. Træerne blev plantet i Washington, D.C. og yderligere 3.800 træer blev doneret i 1965. Disse kirsebærtræer fortsatte med at være en populær turistattraktion, og hvert år afholdes National Cherry Blossom Festival, når de blomstrer i det tidlige forår. I Macon, Georgia afholdes en anden kirsebærblomsterfest kaldet International Cherry Blossom Festival hvert forår. Macon er kendt som "Verdens kirsebærblomsterhovedstad", fordi 300.000 kirsebærtræer gror der. I Brooklyn i New York afholdes Annual Sakura Matsuri Cherry Blossom Festival i maj i Brooklyn Botanic Garden. Festen er blevet afholdt siden 1981 og er en af havens mest berømte attraktioner. Tilsvarende fester finder også sted i Philadelphia og andre steder i USA.
Hanami fejres også i flere europæiske lande. For eksempel samles finner for at fejre hanami i Helsinki ved Roihuvuori. Lokale japanere har plantet 200 kirsebærtræer, der alle er plantet i Kirsikkapuisto. De blomstrer som regel i midten af maj.
I København afholdes Copenhagen Sakura Festival hvert år siden 2007 på Langelinie, hvor der er plantet 200 japanske kirsebærtræer doneret af Andersen Institute of Bread & Life fra Hiroshima. Festivalen afholdes typisk i slutningen af april med deltagelse af organisationer og andre med tilknytning til Japan og med forskellige boder, aktiviteter og optræden.